# 320 South Boston Building
El 320 South Boston Building (anteriormente conocido como National Bank of Tulsa Building) es un rascacielos histórico de 22 pisos ubicado en Tulsa, la segunda ciudad más grande Oklahoma (Estados Unidos). Fue construido originalmente en la esquina de Third Street y Boston Avenue como sede de diez pisos para el Exchange National Bank en 1917, y se expandió a sus dimensiones actuales en 1929. La adición llevó la altura del edificio a 122 metros (m), convirtiéndolo en el edificio más alto de Oklahoma. Perdió esta distinción en 1931, pero siguió siendo el edificio más alto de Tulsa hasta que se completó el Fourth National Bank (hoy Bank of America Center) en 1967. Ahora está incluido en el Oil Capital Historic District. Está conectado con el Kennedy Building por un túnel que pasa por debajo de South Boston Avenue.

## Descripción e historia
Está en el lado oeste de Boston Avenue y se extiende por una cuadra completa entre las calles Third y Fourth. De estilo Beaux Arts, fue diseñado por Oscar Wenderoth del estudio de arquitectura de Chicago de la Compañía Weary & Alford. Está revestido de ladrillo con molduras de terracota. Los dos pisos inferiores están cubiertos de terracota. La torre central está escalonada en el piso 20, con una sección de arcada de dos pisos, que está coronada por una sección con fachada de templo. Una cúpula encabeza la sección. Durante muchos años, esta estuvo iluminada por focos cuyo color cambiaba según la última previsión meteorológica. La luz verde significaba un buen pronóstico del tiempo, mientras que las luces rojas significaban que se acercaba una tormenta.
En 1933, Exchange National Bank se reorganizó y se renombró a sí mismo como National Bank of Tulsa. A partir de entonces, el edificio fue conocido como National Bank of Tulsa Building (o NBT Building), hasta que el banco se renombró a sí mismo como Banco de Oklahoma (BOK). El BOK se trasladó a su BOK Tower recién construida en 1977. El NBT Building volvió a su antiguo nombre de edificio 320 South Boston y se convirtió en un edificio de oficinas general. Entre los inquilinos se encuentra Hall Estill, uno de los bufetes de abogados más grandes de Oklahoma.
En 1949, la estación de televisión de Tulsa KOTV erigió su primer transmisor en lo alto del edificio. Durante la construcción, la llave de un trabajador cayó y golpeó a una mujer en la calle de abajo, matándola. KOTV continuó transmitiendo desde allí hasta que se construyó una torre más alta en 1954.
Un mito urbano de larga data sobre el pináculo del 320 South Boston Building informó erróneamente que la torre fue diseñada como un amarre para dirigibles. El mito, a menudo propagado por los medios locales, afirmaba que el pináculo se usó al menos una vez cuando un dirigible de la Marina de los Estados Unidos amarró allí en la década de 1930.
La parte superior se iluminó para las alertas meteorológicas, con luces rojas intermitentes en caso de que se acercara una tormenta.
El arquitecto fue George Winkler, quien también diseñó The Mayo Hotel.